# Amitostigma keiskei
Amitostigma keiskei Schltr.  es una especie de orquídea endémica de Japón, cuyo nombre científico significa "Amitostigma de Keiske". En el Japón se la conoce como IWA-Chidori.

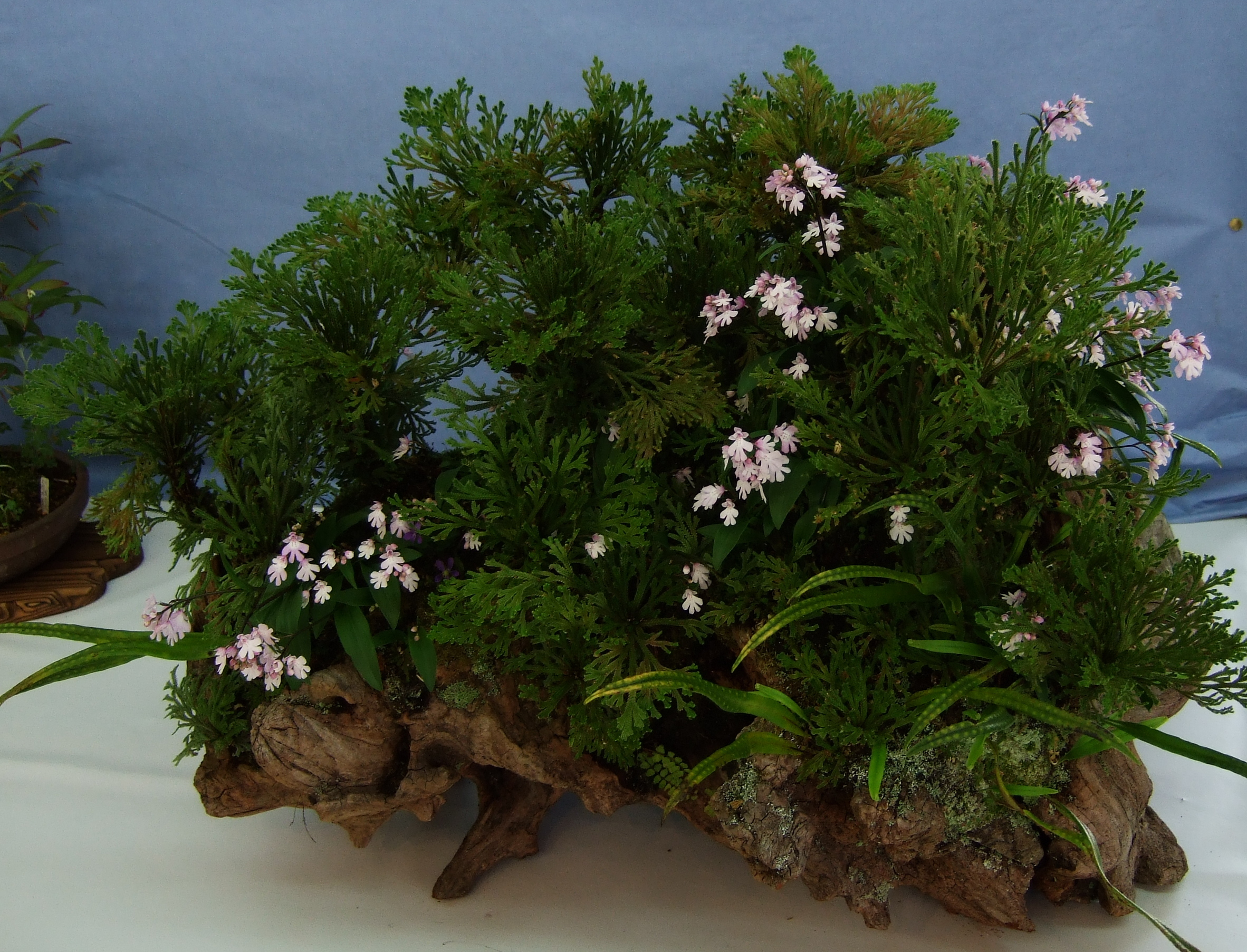
Como planta ornamental

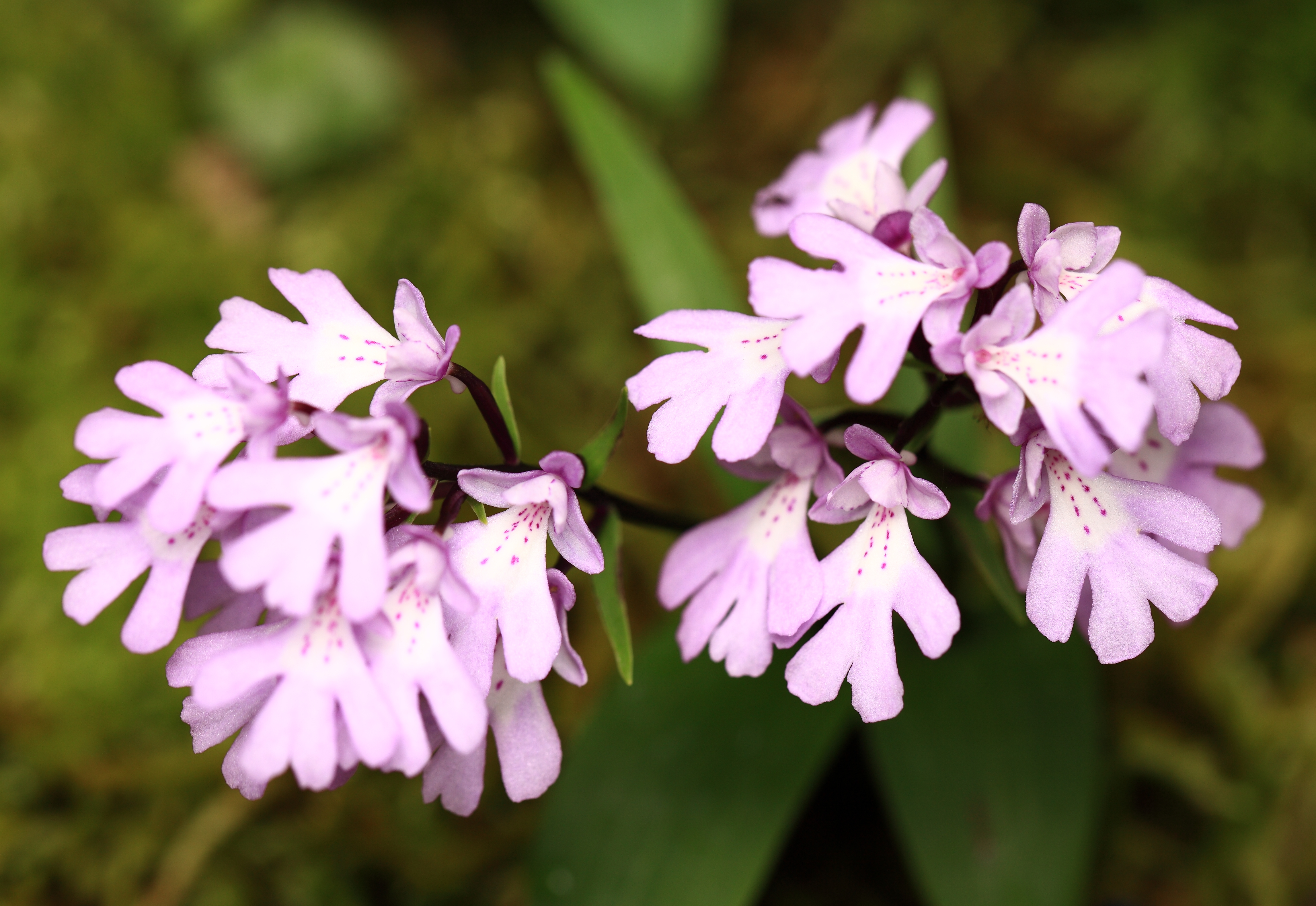
Flores

## Distribución
Se encuentran en la isla de Honshu de Japón. 

## Descripción
Es una planta muy pequeña, que prefiere el clima frío y es de hábito terrestre o litófita. Florece en la primavera con flores de 4 mm de ancho.

## Taxonomía
Amitostigma keiskei fue descrito por (Finet) Schltr. y publicado en Journal of Botany, British and Foreign 56: 93. 1918.
Etimología
Amitostigma: nombre genérico que deriva de las palabras griegas: a = "sin", mito = "hilo" y stigma =  "cicatriz" de la flor que se interpreta como el apéndice lateral de la columna como una extensión de la cicatriz.
keiske: epíteto otorgado en honor de un botánico japonés de finales de 1800. 
Sinonimia
- Gymnadenia gracilis var. keiskei Finet (1900)
- Orchis keiskei (Schltr.) Soó (1929)
- Gymnadenia keiskei Maxim. (1879)
- Gymnadenia keiskei var. kinoshitai Makino (1903)[1][3][4]